# Amerikanischer Stechrochen
Der Amerikanische Stechrochen (Hypanus americanus), auch Südlicher Stechrochen genannt, ist eine Stechrochenart und lebt im westlichen Atlantik von nördlich der Küste New Jerseys bis zum südlichen Brasilien, in der Karibik und im nördlichen Golf von Mexiko.

## Merkmale
Hypanus americana wird maximal zwei Meter lang, bleibt aber für gewöhnlich bei 90 Zentimeter. Er hat eine rautenförmige Brustflossen-Scheibe die maximal 1,20 Meter breit wird und an den Seiten und der Schnauze nur wenig abgerundet ist. Die Oberseite zeigt kein Muster und ist meist olivbraun, seltener fast schwarz, bei Jungtieren grau. Die Unterseite ist weiß, mit grauem oder braunem Rand. Entlang des Rückens zieht sich eine Reihe spitzer Warzen. Auf dem Schwanz trägt er meist zwei Giftstachel.

## Lebensweise
Der Rochen lebt küstennah über sandigem Grund und Seegras sowie in Lagunen und Riffen in Tiefen von einem bis 25 Metern. Amerikanische Stechrochen leben einzeln, paarweise oder in Gruppen. Tagsüber liegen sie oft, von einer dünnen Sandschicht bedeckt, inaktiv herum.
Sie ernähren sich von kleinen Knochenfischen, Krusten- und Weichtieren, die sie aktiv erjagen oder aus dem Meeresboden ausgraben. Seinen Giftstachel benutzt der Amerikanische Stechrochen nur zur Verteidigung. Er ist ovovivipar mit Würfen von drei bis fünf Jungtieren, die bei der Geburt etwa 20 Zentimeter lang sind.
Gegenüber Tauchern sind die Tiere wenig scheu. Bei den Cayman-Inseln wurden Amerikanische Stechrochen angefüttert und an Menschen gewöhnt. Dieser als „Stingray City“ bekannte Platz ist ein beliebtes Ziel des Tauchtourismus.

## Systematik
Die Rochenart wurde im Jahr 1928 durch die US-amerikanischen Ichthyologen Samuel Frederick Hildebrand und William C. Schroeder unter der wissenschaftlichen Bezeichnung Dasyatis americana beschrieben. Bei einer Mitte 2016 erfolgten Revision der Dasyatidae wurde die Art in die Gattung Hypanus gestellt.